# Nottingham Open 2008 - Qualificazioni singolare
Le qualificazioni del singolare  del Nottingham Open 2008 sono state un torneo di tennis preliminare per accedere alla fase finale della manifestazione. I vincitori dell'ultimo turno sono entrati di diritto nel tabellone principale. In caso di ritiro di uno o più giocatori aventi diritto a questi sono subentrati i lucky loser, ossia i giocatori che hanno perso nell'ultimo turno ma che avevano una classifica più alta rispetto agli altri partecipanti che avevano comunque perso nel turno finale.
Le qualificazioni del torneo Nottingham Open  2008 prevedevano 32 partecipanti di cui 4 sono entrati nel tabellone principale.

## Teste di serie
1. Janko Tipsarević (secondo turno)
2. Thomaz Bellucci (primo turno)
3. Igor' Kunicyn (secondo turno)
4. Guillermo García López (secondo turno)

1. Alejandro Falla (ultimo turno)
2. Vince Spadea (Qualificato)
3. Kei Nishikori (Qualificato)
4. Aleksandr Kudrjavcev (primo turno)

## Qualificati
1. Samuel Groth
2. Kei Nishikori

1. Alex Bogdanović
2. Vince Spadea

## Tabellone

### Legenda
| - Q = Qualificato - WC = Wild card - LL = Lucky loser | - ALT = Alternate - SE = Special Exempt - PR = Protected Ranking | - w/o = Walkover - r = Ritirato - d = Squalificato |

### Sezione 1
|  | Primo turno      | Primo turno          | Primo turno          | Primo turno | Primo turno |  |  | Secondo turno    | Secondo turno    | Secondo turno    | Secondo turno    | Secondo turno    |    |   | Ultimo turno | Ultimo turno | Ultimo turno | Ultimo turno | Ultimo turno |  |
|  |                  |                      |                      |             |             |  |  |                  |                  |                  |                  |                  |    |   |              |              |              |              |              |  |
|  | 1                | Janko Tipsarević     | Janko Tipsarević     | 6           | 7           |  |  |                  |                  |                  |                  |                  |    |   |              |              |              |              |              |  |
|  |                  | Sanchai Ratiwatana   | Sanchai Ratiwatana   | 3           | 6(1)        |  |  | 1                | Janko Tipsarević | Janko Tipsarević | 6(0)             | 4                |    |   |              |              |              |              |              |  |
|  | Samuel Groth     | Samuel Groth         | 7                    | 4           | 7           |  |  |                  | Samuel Groth     | Samuel Groth     | 7                | 6                |    |   |              |              |              |              |              |  |
|  | Serhij Bubka     | Serhij Bubka         | 64                   | 6           | 5           |  |  |                  |                  |                  |                  |                  |    |   | Samuel Groth | Samuel Groth | Samuel Groth | 7            | 6            |  |
|  | Frederik Nielsen | Frederik Nielsen     | 4                    | 6           | 6           |  |  |                  |                  | Frederik Nielsen | Frederik Nielsen | Frederik Nielsen | 64 | 4 |              |              |              |              |              |  |
|  | Nicholas Monroe  | Nicholas Monroe      | 6                    | 4           | 0           |  |  | Frederik Nielsen | Frederik Nielsen | 62               | 6                | 7                |    |   |              |              |              |              |              |  |
|  |                  | Martin Fischer       | Martin Fischer       | 6           | 6           |  |  | Martin Fischer   | Martin Fischer   | 7                | 3                | 64               |    |   |              |              |              |              |              |  |
|  | 8                | Aleksandr Kudrjavcev | Aleksandr Kudrjavcev | 1           | 2           |  |  |                  |                  |                  |                  |                  |    |   |              |              |              |              |              |  |

### Sezione 2
|  | Primo turno      | Primo turno      | Primo turno | Primo turno | Primo turno |  |  | Secondo turno | Secondo turno | Secondo turno | Secondo turno | Secondo turno |   |   | Ultimo turno | Ultimo turno | Ultimo turno | Ultimo turno | Ultimo turno |  |
|  |                  |                  |             |             |             |  |  |               |               |               |               |               |   |   |              |              |              |              |              |  |
|  |                  | Daniel Cox       | 6           | 4           | 6           |  |  |               |               |               |               |               |   |   |              |              |              |              |              |  |
|  | 2                | Thomaz Bellucci  | 4           | 6           | 4           |  |  | Daniel Cox    | Daniel Cox    | Daniel Cox    | 7             | 7             |   |   |              |              |              |              |              |  |
|  | Andrew Coelho    | Andrew Coelho    | 6           | 2           | 6           |  |  | Andrew Coelho | Andrew Coelho | Andrew Coelho | 5             | 63            |   |   |              |              |              |              |              |  |
|  | Olivier Charroin | Olivier Charroin | 3           | 6           | 2           |  |  |               |               |               |               |               |   |   |              | Daniel Cox   | Daniel Cox   | 3            | 5            |  |
|  | Filip Prpic      | Filip Prpic      | 4           | 6           | 7           |  |  |               |               | 7             | Kei Nishikori | Kei Nishikori | 6 | 7 |              |              |              |              |              |  |
|  | Pavel Chekhov    | Pavel Chekhov    | 6           | 3           | 5           |  |  |               | Filip Prpic   | Filip Prpic   | 0             | 4             |   |   |              |              |              |              |              |  |
|  | 7                | Kei Nishikori    | 6           | 68          | 6           |  |  | 7             | Kei Nishikori | Kei Nishikori | 6             | 6             |   |   |              |              |              |              |              |  |
|  |                  | Todd Widom       | 3           | 7           | 3           |  |  |               |               |               |               |               |   |   |              |              |              |              |              |  |

### Sezione 3
|  | Primo turno        | Primo turno        | Primo turno        | Primo turno | Primo turno |  |  | Secondo turno | Secondo turno      | Secondo turno      | Secondo turno      | Secondo turno   |   |   | Ultimo turno | Ultimo turno    | Ultimo turno    | Ultimo turno | Ultimo turno |  |
|  |                    |                    |                    |             |             |  |  |               |                    |                    |                    |                 |   |   |              |                 |                 |              |              |  |
|  | 3                  | Igor' Kunicyn      | Igor' Kunicyn      | 6           | 7           |  |  |               |                    |                    |                    |                 |   |   |              |                 |                 |              |              |  |
|  |                    | George Coupland    | George Coupland    | 2           | 62          |  |  | 3             | Igor' Kunicyn      | Igor' Kunicyn      | 4                  | 3               |   |   |              |                 |                 |              |              |  |
|  | Alex Bogdanović    | Alex Bogdanović    | 6                  | 4           | 6           |  |  |               | Alex Bogdanović    | Alex Bogdanović    | 6                  | 6               |   |   |              |                 |                 |              |              |  |
|  | Bruno Soares       | Bruno Soares       | 0                  | 6           | 3           |  |  |               |                    |                    |                    |                 |   |   |              | Alex Bogdanović | Alex Bogdanović | 6            | 6            |  |
|  | Davide Sanguinetti | Davide Sanguinetti | Davide Sanguinetti | 6           | 7           |  |  |               |                    | 5                  | Alejandro Falla    | Alejandro Falla | 4 | 1 |              |                 |                 |              |              |  |
|  | George Morgan      | George Morgan      | George Morgan      | 2           | 5           |  |  |               | Davide Sanguinetti | Davide Sanguinetti | Davide Sanguinetti | 3r              |   |   |              |                 |                 |              |              |  |
|  | 5                  | Alejandro Falla    | Alejandro Falla    | 6           | 6           |  |  | 5             | Alejandro Falla    | Alejandro Falla    | Alejandro Falla    | 5               |   |   |              |                 |                 |              |              |  |
|  |                    | Daniel Smethurst   | Daniel Smethurst   | 4           | 2           |  |  |               |                    |                    |                    |                 |   |   |              |                 |                 |              |              |  |

### Sezione 4
|  | Primo turno        | Primo turno            | Primo turno        | Primo turno | Primo turno |  |  | Secondo turno | Secondo turno          | Secondo turno          | Secondo turno | Secondo turno |   |   | Ultimo turno | Ultimo turno | Ultimo turno | Ultimo turno | Ultimo turno |  |
|  |                    |                        |                    |             |             |  |  |               |                        |                        |               |               |   |   |              |              |              |              |              |  |
|  | 4                  | Guillermo García López | 3                  | 6           | 6           |  |  |               |                        |                        |               |               |   |   |              |              |              |              |              |  |
|  |                    | Daniel Evans           | 6                  | 3           | 4           |  |  | 4             | Guillermo García López | Guillermo García López | 4             | 5             |   |   |              |              |              |              |              |  |
|  | Chris Eaton        | Chris Eaton            | Chris Eaton        | 7           | 3           |  |  |               | Chris Eaton            | Chris Eaton            | 6             | 7             |   |   |              |              |              |              |              |  |
|  | Neil Bamford       | Neil Bamford           | Neil Bamford       | 65          | 2r          |  |  |               |                        |                        |               |               |   |   |              | Chris Eaton  | Chris Eaton  | 3            | 5            |  |
|  | Luka Gregorc       | Luka Gregorc           | Luka Gregorc       | 7           | 6           |  |  |               |                        | 6                      | Vince Spadea  | Vince Spadea  | 6 | 7 |              |              |              |              |              |  |
|  | Richard Bloomfield | Richard Bloomfield     | Richard Bloomfield | 65          | 2           |  |  |               | Luka Gregorc           | 5                      | 7             | 3             |   |   |              |              |              |              |              |  |
|  | 6                  | Vince Spadea           | Vince Spadea       | 6           | 6           |  |  | 6             | Vince Spadea           | 7                      | 5             | 6             |   |   |              |              |              |              |              |  |
|  |                    | Bjorn Rehnquist        | Bjorn Rehnquist    | 3           | 4           |  |  |               |                        |                        |               |               |   |   |              |              |              |              |              |  |